# Episodi di Code Black (seconda stagione)
La seconda stagione della serie televisiva Code Black, composta da 16 episodi, è stata trasmessa in prima visione negli Stati Uniti dal 28 settembre 2016 all'8 febbraio 2017 su CBS.
In Italia la stagione è andata in onda in prima visione assoluta su Rai 3 dal 14 luglio 2017. Per errore Rai 3 il 14 luglio ha proposto gli episodi 3 e 4, recuperando la trasmissione degli episodi 1 e 2 il 21 luglio, riproponendo in coda gli episodi 3 e 4.
| n° | Titolo originale     | Titolo italiano            | Prima TV USA      | Prima TV Italia   |
| -- | -------------------- | -------------------------- | ----------------- | ----------------- |
| 1  | Second Year          | Secondo anno               | 28 settembre 2016 | 21 luglio 2017    |
| 2  | Life and Limb        | Parte di me                | 5 ottobre 2016    | 21 luglio 2017    |
| 3  | Corporeal Form       | Forma corporea             | 12 ottobre 2016   | 14 luglio 2017    |
| 4  | Demons and Angels    | Angeli e demoni            | 26 ottobre 2016   | 14 luglio 2017    |
| 5  | Landslide            | Frana                      | 2 novembre 2016   | 28 luglio 2017    |
| 6  | Hero Complex         | Eroe complesso             | 9 novembre 2016   | 28 luglio 2017    |
| 7  | What Lies Beneath    | Verità sommerse            | 16 novembre 2016  | 4 agosto 2017     |
| 8  | 1.0 Bodies           | Corpi 1.0                  | 23 novembre 2016  | 4 agosto 2017     |
| 9  | Sleight of Hand      | Gioco di prestigio         | 30 novembre 2016  | 11 agosto 2017    |
| 10 | Ave Maria            | Ave Maria                  | 7 dicembre 2016   | 11 agosto 2017    |
| 11 | Exodus               | Esodo                      | 21 dicembre 2016  | 18 agosto 2017    |
| 12 | One in a Million     | Uno su un milione          | 4 gennaio 2017    | 18 agosto 2017    |
| 13 | Unfinished Business  | Lavoro incompleto          | 11 gennaio 2017   | 25 agosto 2017    |
| 14 | Vertigo              | Vertigo                    | 25 gennaio 2017   | 25 agosto 2017    |
| 15 | The Devil's Workshop | Il Laboratorio del diavolo | 1º febbraio 2017  | 1º settembre 2017 |
| 16 | Fallen Angels        | Angeli caduti              | 8 febbraio 2017   | 1º settembre 2017 |